# Kızıltepe, Yozgat
Kızıltepe là một xã thuộc thành phố Yozgat, tỉnh Yozgat, Thổ Nhĩ Kỳ. Dân số thời điểm năm 2010 là 166 người.